# Gruiul Pietrii
Gruiul Pietrii este o arie protejată de interes național ce corespunde categoriei a IV-a IUCN (rezervație naturală de tip paleontologic) situată în nord-vestul Transilvaniei, pe teritoriul județului Bihor. 

## Localizare
Aria naturală se află la poalele sud-vestice ale Munților Plopișului (grupă montană a Munților Apuseni aparținând lanțului carpatic al Occidentalilor), în partea central-estică a județului Bihor, pe teritoriul comunei Lugașu de Jos, aproape de drumul național DN1H care leagă municipiul Șimleu Silvaniei de Aleșd.

## Descriere
Gruiul Pietrii a fost declarat arie protejată prin Legea Nr.5 din 6 martie 2000 (privind aprobarea Planului de amenajare a teritoriului național - Secțiunea a III-a - zone protejate, publicată în Monitorul Oficial al României, Nr.152 din 12 aprilie 2000) și se întinde pe o suprafață de 0,40 hectare.
Rezervația naturală reprezintă un punct fosilifer ce adăpostește un depozit însemnat cu faună marină (din prima perioadă a erei mezozoice), constituit din vertebrate (pești, reptile) și mai multe specii fosile de nevertebrate cu importanță paleontologică deosebită.

## Obiective turistice aflate în vecinătate
- Biserica de lemn „Buna Vestire” din satul Lugașu de Sus, construcție 1720, monument istoric.
- Biserica ortodoxă „Nașterea Maicii Domnului” din satul Lugașu de Jos, construcție secolul al XVII-lea, monument istoric.
- Conacul contelui Zichy din Lugașu de Jos, construcție 1840, monument istoric.
- Situl de importanță comunitară - Muntele Șes (34.881 ha).